# Ruder-Weltmeisterschaften 2010

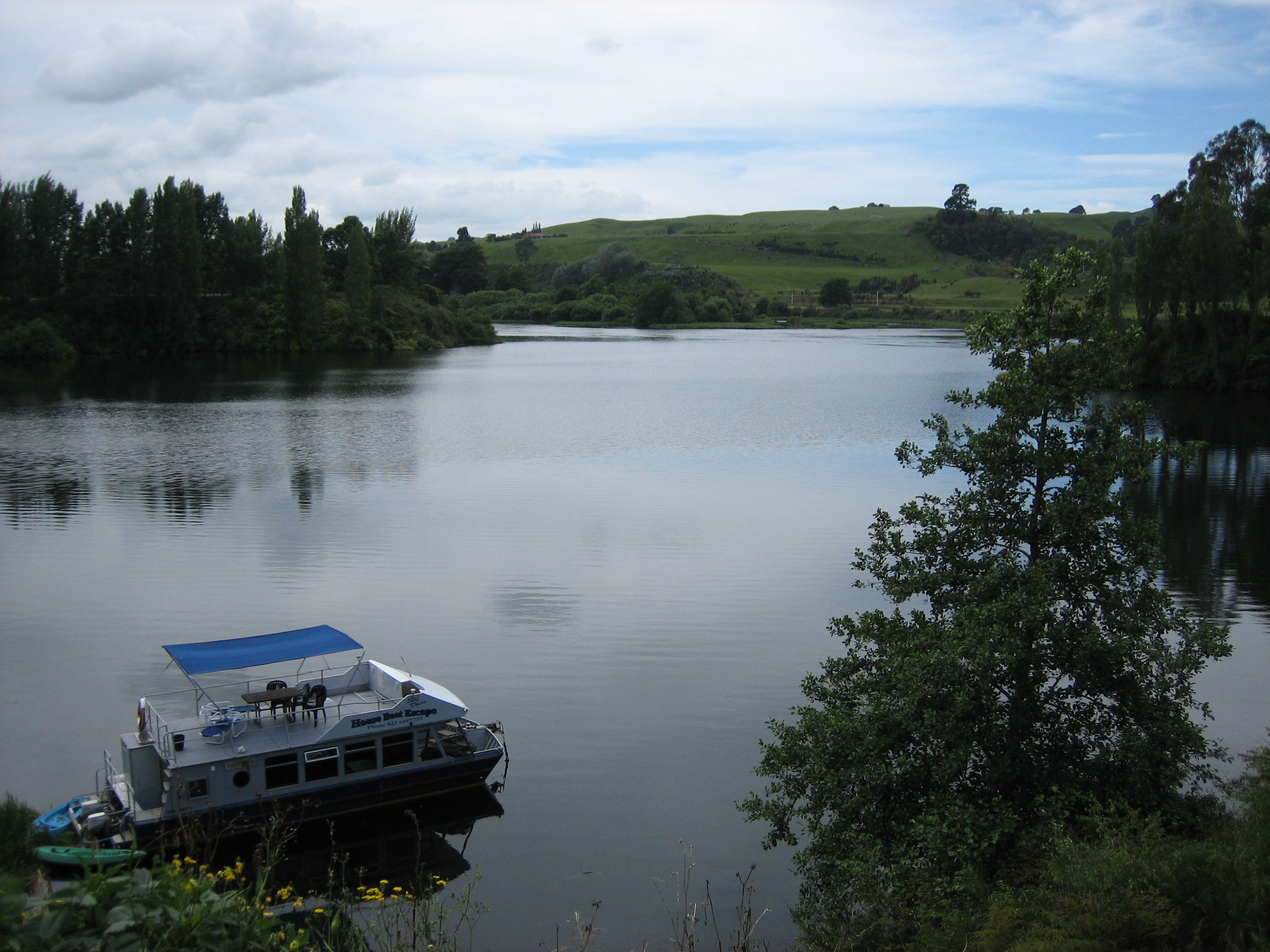
Der Lake Karapiro, auf welchem die Weltmeisterschaften stattfanden

Die Ruder-Weltmeisterschaften 2010 fanden vom 31. Oktober bis 7. November 2010 auf dem Lake Karapiro in Hamilton (Neuseeland) statt.
Es war das zweite Mal, dass Ruder-Weltmeisterschaften auf dem Lake Karapiro stattfanden. Das erste Mal war 1978.

## Ergebnisse

### Männer
|                                              | Gold | Gold    | Silber | Silber  | Bronze | Bronze  |
| -------------------------------------------- | --- | ------- | --- | ------- | --- | ------- |
| Einer (M1x)                                  | Tschechien Ondřej Synek | 6:47,49 | Neuseeland Mahé Drysdale | 6:49,42 | Vereinigtes Königreich Alan Campbell | 6:49,83 |
| Doppelzweier (M2x)                           | Neuseeland Nathan Cohen Joseph Sullivan | 6:22,63 | Vereinigtes Königreich Matthew Wells Marcus Bateman                                                                                                   | 6:24,21 | Frankreich Cédric Berrest Julien Bahain | 6:28,54 |
| Doppelvierer (M4x)                           | Kroatien David Šain Martin Sinković Damir Martin Valent Sinković                                                                                            | 6:15,78 | Italien Luca Agamennoni Simone Venier Matteo Stefanini Simone Raineri                                                                                 | 6:17,04 | Australien Karsten Forsterling David Crawshay James McRae Daniel Noonan                                                                                            | 6:18,93 |
| Zweier mit Steuermann (M2+)                  | Australien Christopher Morgan Dominic Grimm David Webster (Stm.)                                                                                            | 7:03,32 | Italien Paolo Perino Pierpaolo Frattini Andrea Lenzi (Stm.)                                                                                           | 7:04,38 | Deutschland Maximilian Munski Filip Adamski Albert Kowert (Stm.)                                                                                                   | 7:06,20 |
| Zweier ohne Steuermann (M2-)                 | Neuseeland Eric Murray Hamish Bond | 6:30,16 | Vereinigtes Königreich Peter Reed Andrew Triggs Hodge                                                                                                 | 6:30,48 | Griechenland Georgios Tziallas Ioannis Christou | 6:36,00 |
| Vierer ohne Steuermann (M4-)                 | Frankreich Jean-Baptiste Macquet Germain Chardin Julien Desprès Dorian Mortelette                                                                           | 6:45,38 | Griechenland Stergios Papachristos Giannis Tsilis Nikolaos Gountoulas Apostolos Gountoulas                                                            | 6:47,15 | Neuseeland Jade Uru Simon Watson Hamish Burson David Eade | 6:48,38 |
| Achter (M8+)                                 | Deutschland Gregor Hauffe Maximilian Reinelt Kristof Wilke Florian Mennigen Richard Schmidt Lukas Müller Toni Seifert Sebastian Schmidt Martin Sauer (Stm.) | 5:33,84 | Vereinigtes Königreich Tom Broadway James Clarke Cameron Nichol James Foad Mohamed Sbihi Gregory Searle Tom Ransley Daniel Ritchie Phelan Hill (Stm.) | 5:34,46 | Australien William Lockwood Matt Ryan Francis Hegerty Cameron McKenzie-McHarg James Marburg Samuel Loch Nicholas Purnell Joshua Dunkley-Smith Tobias Lister (Stm.) | 5:35,96 |
| Leichtgewichts-Einer (LM1x)                  | Italien Marcello Miani | 7:05,82 | Slowakei Lukáš Babač | 7:08,19 | Ungarn Péter Galambos | 7:09,86 |
| Leichtgewichts-Doppelzweier (LM2x)           | Vereinigtes Königreich Zac Purchase Mark Hunter | 7:13,47 | Italien Lorenzo Bertini Elia Luini | 7:15,88 | Neuseeland Storm Uru Peter Taylor | 7:18,31 |
| Leichtgewichts-Doppelvierer (LM4x)           | Deutschland Jonathan Koch Lars Wichert Linus Lichtschlag Lars Hartig                                                                                        | 6:11,44 | Frankreich Alexandre Pilat Pierre-Étienne Pollez Stany Delayre Frédéric Dufour                                                                        | 6:14,02 | Dänemark Steffen Jensen Martin Batenburg Christian Nielsen Hans Christian Sørensen                                                                                 | 6:14,94 |
| Leichtgewichts-Zweier ohne Steuermann (LM2-) | Frankreich Fabien Tilliet Jean-Christophe Bette | 7:18,92 | Neuseeland Graham Oberlin-Brown James Lassche | 7:21,29 | Kanada Matt Jensen Rares Crisan | 7:23,79 |
| Leichtgewichts-Vierer ohne Steuermann (LM4-) | Vereinigtes Königreich Richard Chambers Paul Mattick Rob Williams Chris Bartley                                                                             | 6:10,71 | Australien Anthony Edwards Samuel Beltz Blair Tunevitsch Todd Skipworth                                                                               | 6:10,78 | Volksrepublik China Lei Li Chenggang Yu Zhe Huang Zhongwei Li | 6:10,79 |
| Leichtgewichts-Achter (LM8+)                 | Deutschland Daniel Wisgott Robby Gerhardt Jan Lüke Lars Wichert Jochen Kühner Bastian Seibt Jost Schömann-Finck Martin Kühner Albert Kowert (Stm.)          | 5:48,61 | Australien Ross Brown Angus Tyers Blair Tunevitsch Alister Foot Nicholas Baker Darryn Purcell Thomas Bertrand Perry Ward David Webster (Stm.)         | 5:50,27 | Italien Luigi Scala Davide Riccardi Luca De Maria Armando Dell’Aquila Matteo Pinca Gennaro Gallo Livio La Padula Bruno Mascarenhas Vincenzo Di Palma (Stm.)        | 5:52,24 |

### Frauen
|                                    | Gold | Gold    | Silber | Silber  | Bronze | Bronze  |
| ---------------------------------- | --- | ------- | --- | ------- | --- | ------- |
| Einer (W1x)                        | Schweden Frida Svensson | 7:47,61 | Belarus Kazjaryna Karsten | 7:47,79 | Neuseeland Emma Twigg | 7:49,64 |
| Doppelzweier (W2x)                 | Vereinigtes Königreich Anna Watkins Katherine Grainger | 7:04,70 | Australien Kerry Hore Kim Crow | 7:10,08 | Polen Magdalena Fularczyk Julia Michalska | 7:14,40 |
| Doppelvierer (W4x)                 | Vereinigtes Königreich Debbie Flood Beth Rodford Frances Houghton Annabel Vernon                                                                           | 7:12,78 | Ukraine Kateryna Tarassenko Olena Burjak Anastassija Koschenkowa Jana Dementjewa                                                                               | 7:14,95 | Deutschland Britta Oppelt Carina Bär Tina Manker Julia Richter                                                                                                 | 7:15,26 |
| Zweier ohne Steuerfrau (W2-)       | Neuseeland Juliette Haigh Rebecca Scown | 7:17,12 | Vereinigtes Königreich Helen Glover Heather Stanning | 7:20,24 | Vereinigte Staaten Zsuzsanna Francia Erin Cafaro | 7:22,46 |
| Vierer ohne Steuerfrau (W4-)       | Niederlande Chantal Achterberg Nienke Kingma Carline Bouw Femke Dekker                                                                                     | 7:21,09 | Australien Sarah Heard Sarah Cook Pauline Frasca Kate Hornsey                                                                                                  | 7:23,99 | Vereinigte Staaten Mara Allen Grace Luczak Adrienne Martelli Alison Cox                                                                                        | 7:24,56 |
| Achter (W8+)                       | Vereinigte Staaten Anna Goodale Amanda Polk Jamie Redman Taylor Ritzel Esther Lofgren Eleanor Logan Meghan Musnicki Katherine Glessner Mary Whipple (Stf.) | 6:12,42 | Kanada Emma Darling Cristy Nurse Janine Hanson Rachelle de Jong Krista Guloien Ashley Brzozowicz Darcy Marquardt Andréanne Morin Lesley Thompson-Willie (Stf.) | 6:16,12 | Rumänien Roxana Cogianu Ionelia Zaharia Maria Bursuc Ioana Crăciun Adelina Cojocariu Nicoleta Albu Camelia Lupașcu Enikő Mironcic Talida-Teodora Gîdoiu (Stf.) | 6:18,96 |
| Leichtgewichts-Einer (LW1x)        | Deutschland Marie-Louise Dräger | 7:43,45 | Neuseeland Louise Ayling | 7:48,48 | Italien Laura Milani | 7:49,04 |
| Leichtgewichts-Doppelzweier (LW2x) | Kanada Lindsay Jennerich Tracy Cameron | 8:06,20 | Deutschland Daniela Reimer Anja Noske | 8:07,33 | Griechenland Christina Giazitzidou Alexandra Tsiavou | 8:09,14 |
| Leichtgewichts-Doppelvierer (LW4x) | Deutschland Lena Müller Daniela Reimer Anja Noske Marie-Louise Dräger                                                                                      | 6:44,94 | Vereinigte Staaten Victoria Burke Kristin Hedstrom Ursula Grobler Abelyn Broughton                                                                             | 6:47,99 | Volksrepublik China Yan Shimin Wang Xinnan Liu Jing Liu Tingting                                                                                               | 6:49,50 |

### Pararudern
|                                                 | Gold                                                                                      | Gold    | Silber                                                                                                | Silber  | Bronze                                                                                          | Bronze  |
| ----------------------------------------------- | ----------------------------------------------------------------------------------------- | ------- | --- | ------- | ----------------------------------------------------------------------------------------------- | ------- |
| AS-Männer-Einer (ASM1x)                         | Vereinigtes Königreich Tom Aggar                                                          | 5:19,36 | Ukraine Andrej Krywtschun                                                                             | 5:32,67 | Neuseeland Daniel McBride                                                                       | 5:33,39 |
| AS-Frauen-Einer (ASW1x)                         | Frankreich Nathalie Benoit                                                                | 6:43,18 | Brasilien Claudia Santos                                                                              | 6:47,60 | Portugal Filomena Franco                                                                        | 7:37,46 |
| TA-Mixed-Doppelzweier (TAMix2x)                 | Ukraine Dmytro Ivanov Iryna Kyrytschenko                                                  | 4:24,71 | Frankreich Stéphane Tardieu Perle Bouge                                                               | 4:28,05 | Australien Grant Bailey Kathryn Ross                                                            | 4:28,16 |
| LTA-ID-Mixed-Vierer mit Steuermann (LTAIDMix4+) | Hongkong Liu Wang Sin Lam King Shan Szeto Tung Chun Tsui Kwok Man Lee Yuen Wah (Stf.)     | 4:09,58 | Italien Giorgia Indelicato Elisabetta Tieghi Francesco Borsani Matteo Brunengo Andrea Lenzi (Stm.)    | 4:30,37 | Russland Julija Schdanowa Olga Orlowa Boris Maximow Gennadi Michailow Irina Kostjuchina (Stf.)  | 5:00,28 |
| LTA-Mixed-Vierer mit Steuermann (LTAMix4+)      | Kanada Anthony Theriault Meghan Montgomery Victoria Nolan David Blair Laura Comeau (Stf.) | 3:36,53 | Vereinigtes Königreich Kelsie Gibson Ryan Chamberlain James Roe Katherine Jones Rhiannon Jones (Stf.) | 3:37,08 | Deutschland Christiane Quirin Michael Schulz Martin Lossau Anke Molkenthin Katrin Splitt (Stf.) | 3:39,65 |

## Medaillenspiegel

### Männer und Frauen
| Platz | Land                   | Gold | Silber | Bronze | Gesamt |
| ----- | ---------------------- | ---- | ------ | ------ | ------ |
| 1     | Deutschland            | 5    | 1      | 2      | 8      |
| 2     | Vereinigtes Königreich | 4    | 4      | 1      | 9      |
| 3     | Neuseeland             | 3    | 3      | 3      | 9      |
| 4     | Frankreich             | 2    | 1      | 1      | 4      |
| 5     | Australien             | 1    | 4      | 2      | 7      |
| 6     | Italien                | 1    | 3      | 2      | 6      |
| 7     | Vereinigte Staaten     | 1    | 1      | 2      | 4      |
| 8     | Kanada                 | 1    | 1      | 1      | 3      |
| 9     | Kroatien               | 1    |        |        | 1      |
| 9     | Tschechien             | 1    |        |        | 1      |
| 9     | Niederlande            | 1    |        |        | 1      |
| 9     | Schweden               | 1    |        |        | 1      |
| 13    | Griechenland           |      | 1      | 2      | 3      |
| 14    | Belarus                |      | 1      |        | 1      |
| 14    | Slowakei               |      | 1      |        | 1      |
| 14    | Ukraine                |      | 1      |        | 1      |
| 17    | Volksrepublik China    |      |        | 2      | 2      |
| 18    | Dänemark               |      |        | 1      | 1      |
| 18    | Ungarn                 |      |        | 1      | 1      |
| 18    | Polen                  |      |        | 1      | 1      |
| 18    | Rumänien               |      |        | 1      | 1      |
| Summe | Summe                  | 22   | 22     | 22     | 66     |

### Pararudern
| Platz | Land                   | Gold | Silber | Bronze | Gesamt |
| ----- | ---------------------- | ---- | ------ | ------ | ------ |
| 1     | Frankreich             | 1    | 1      |        | 2      |
| 1     | Vereinigtes Königreich | 1    | 1      |        | 2      |
| 1     | Ukraine                | 1    | 1      |        | 2      |
| 4     | Kanada                 | 1    |        |        | 1      |
| 4     | Hongkong               | 1    |        |        | 1      |
| 6     | Brasilien              |      | 1      |        | 1      |
| 6     | Italien                |      | 1      |        | 1      |
| 8     | Australien             |      |        | 1      | 1      |
| 8     | Deutschland            |      |        | 1      | 1      |
| 8     | Neuseeland             |      |        | 1      | 1      |
| 8     | Portugal               |      |        | 1      | 1      |
| 8     | Russland               |      |        | 1      | 1      |
| Summe | Summe                  | 5    | 5      | 5      | 15     |